# شاخه گلی برای عروس
شاخه گلی برای عروس فیلمی به کارگردانی قدرت‌الله صلح‌میرزایی محصول سال ۱۳۸۳ است.

## بازیگران
- سید جواد رضویان
- مجید صالحی
- حدیث فولادوند
- مهران رجبی
- رابعه اسکویی
- مهدی امینی‌خواه
- زهره حمیدی
- شراره درشتی

## خلاصه فیلم
سلطان‌علی (جواد رضویان) دل در گرو دختری به نام آزیتا (حدیث فولادوند) دارد و هدفش ازدواج با اوست. سلطان‌علی در توافقی با ناصر(مجید صالحی) دایی او، قول داده بود که اگر این ازدواج سر بگیرد، در عوض زمین‌هایش را در روستا به ناصر می‌فروشد. از طرفی آزیتا که دختر ثروتمندی است، مردی به نام سعید(مهدی امینی‌خواه) را دوست دارد و می‌خواهد با او ازدواج کند ولی پس از اینکه متوجه می‌شود که او زن دیگری هم دارد، با سلطان‌علی ازدواج می‌کند.